# 존 로건 (작가)
존 데이비드 로건(영어: John David Logan)은 미국의 시나리오 작가이자 영화 제작자이다.

## 작품 리스트
- 1999년 - 애니 기븐 선데이
- 2000년 - 글래디에이터
- 2002년 - 스타 트렉 네메시스, 타임 머신
- 2003년 - 신밧드: 7대양의 전설
- 2004년 - 에비에이터
- 2007년 - 스위니 토드: 어느 잔혹한 이발사 이야기
- 2011년 - 랭고, 코리올라누스: 세기의 라이벌, 휴고
- 2012년 - 007 스카이폴
- 2014년 ~ 2016년 - 페니 드레드풀
- 2015년 - 007 스펙터
- 2016년 - 지니어스
- 2017년 - 에이리언: 커버넌트